# 小行星883
小行星883（883 Matterania）是一颗围绕太阳公转的小行星。1917年9月14日，马克斯·沃夫在海德堡描述了此天体。属于花神星族。同一天的晚上里夏德·朔爾在德国汉堡的伯格多夫亦独立发现了此小行星。起初两人都认为这颗小行星是回归的恩克彗星，但沃夫首先意识到了自己的错误。
該小行星以為海德堡天文台製造照相底版的奧古斯特·馬特爾（August Matter）命名。
这颗小行星的绝对星等为12.59等。

## 相关條目
- 小行星列表/10001-11000

## 外部連結
- Asteroid Lightcurve Database (LCDB) （页面存档备份，存于）, query form (info （页面存档备份，存于）)
- Dictionary of Minor Planet Names, Google books
- Discovery Circumstances: Numbered Minor Planets (10001)-(15000) （页面存档备份，存于） – Minor Planet Center
- 小行星883 at AstDyS-2, Asteroids—Dynamic Site
  - Ephemeris · Observation prediction · Orbital info · Proper elements · Observational info
- NASA JPL小天體瀏覽器上的小行星883

| 前一小行星： 小行星882 | 小行星列表 | 後一小行星： 小行星884 |